# Феррон, Хорди
Хорди Феррон Форне (исп. Jordi Ferrón Forné, 15 августа 1978, Бадалона, Каталония, Испания) — испанский футболист, выступавший на позиции защитника и полузащитника, а также футбольный тренер. Серебряный призёр летних Олимпийских игр 2000 года в составе олимпийской сборной Испании.

## Карьера

### Клубная
Будучи уроженцем каталонского города Бадалона, Хорди Феррон попал в Ла Масию — юношескую академию футбольного клуба «Барселона». Не сумев попасть в основную команду, Феррон переходит в клуб «Райо Вальекано», где в сезоне 1999/2000 совершает прорыв, забив семь мячей в чемпионате (выступая на тот момент на позиции полузащитника). Команда по итогам сезона заняла рекордное в свой истории девятое место в Ла-Лиге.
В 2000 году перешёл в состав ФК «Реал Сарагоса». Не являясь основным игроком команды, Феррон тем не менее стал двукратным обладателем кубка Испании в розыгрышах 2000/2001 и 2003/2004 годов.
В 2004 году подписал контракт с клубом «Альбасете». В сезоне 2004/2005 провёл всего одну игру в чемпионате и выбыл вместе с командой в Сегунду. Однако, в последующие годы стал основным правым защитником стартового состава.
В 2008 году перешёл в клуб «Бадалона» из своего родного города.

### В сборной
Выступал в составах сборной Испании разных возрастов от 16 до 23 лет. Вместе со сборной до 21 года стал бронзовым призёром молодёжного чемпионата Европы 2000 года, походившего в Словакии. В матче за третье место против хозяев турнира Феррон вышел на замену в перерыве и забил победный гол на 58-й минуте.
В составе олимпийской сборной участвовал в футбольном турнире летней Олимпиады 2000 года, проходившей в Сиднее, став вместе с командой серебряным призёром.

## Достижения
«Реал Сарагоса»
- Обладатель кубка Испании (2): 2000/2001, 2003/2004
- Итого: 2 трофея

 Сборная Испании (до 21 года)
- Бронзовый призёр молодёжного чемпионата Европы: 2000

 Олимпийская сборная Испании
- Серебряный призёр летних Олимпийских игр: 2000